# Велике Кротово
Велике Кротово (рос. Большое Кротово) — присілок в Пінезькому районі Архангельської області Російської Федерації.
Населення становить 39 осіб. Входить до складу муніципального утворення Покшеньгське муніципальне утворення.

## Історія
Від 1937 року належить до Архангельської області.
Орган місцевого самоврядування від 2004 року — Покшеньгське муніципальне утворення.

## Населення
| 2002 | 2010 | 2012 |
| ---- | ---- | ---- |
| 61   | ↘27  | ↗39  |